# Mirko Puzović
Mirko Puzović (24 aprile 1956) è un ex pugile jugoslavo, con cittadinanza serba dal 1992.

## Palmarès

### Olimpiadi
- 1 medaglia:
  - 1 bronzo (Los Angeles 1984 nei pesi superleggeri)

### Mondiali dilettanti
- 2 medaglie:
  - 2 bronzi (Monaco di Baviera 1982 nei pesi superleggeri)

### Europei dilettanti
- 3 medaglie:
  - 2 argenti (Tampere 1981 nei pesi superleggeri; Varna 1983 nei pesi superleggeri)
  - 1 bronzo (Budapest 1985 nei pesi superleggeri)